# اکوشیفت
اکوشیفت محصول سال ۲۰۰۹ یک بازی ویدیویی معمایی برای پلی استیشن همراه و پلی استیشن ویتا. بازی از رویدادهایی استفاده می‌کند که به عنوان "Time Bounces" شناخته می‌شوند که در آن بخش کوچکی از زمان بارها و بارها تکرار می‌شود. با بهره‌برداری از پرش‌های زمانی، بازیکن می‌تواند بر موانع مختلفی غلبه کند که در غیر این صورت ناوبری غیرممکن بود. این بازی یک اسپین آف از سری اکوکروم است.

## گیم پلی
بازیکن یک شخصیت چوب مانند کوچک را کنترل می‌کند که می‌تواند راه برود، از پله‌ها بالا و پایین برود و سوئیچ‌ها را فشار دهد. هدف هر مرحله در بازی این است که این شخصیت را از در ورودی به در خروجی منتقل کنید. موانع متعددی وجود دارد که بازیکن برای رسیدن به در خروجی باید بر آنها غلبه کند، از جمله سکوهای متحرک، بلوک‌های میخ دار و پل‌های حساس به فشار. مدت زمان مشخصی به بازیکن داده می‌شود تا سطح را طی کند، اما هر سطح به گونه ای تنظیم شده‌است که تکمیل آن تنها در یک مرحله غیرممکن باشد. اینگونه است که جهش‌های زمانی وارد عمل می‌شوند. هر بار که بازیکن در سطح حرکت می‌کند، ضبطی از اقدامات آنها ایجاد می‌شود. وقتی زمان پرش می‌شود، بازیکن دوباره در همان سطح بازی می‌کند، اما در کنار ضبط کارهایی که در بازی قبلی انجام داده‌است. این ضبط به عنوان «پژواک» شناخته می‌شود و به عنوان سایه ای از پخش کننده ظاهر می‌شود. با همکاری با این پژواک‌های عملکردهای گذشته بازیکنان، بازیکن می‌تواند با موفقیت به پایان سطح برسد.

## بازخورد
بازی نقدهای مثبتی دریافت کرد. دارای امتیاز ترکیبی متاکریتیک ۷۵ درصد برای نسخه پلی استیشن همراه است. آی جی ان به آن امتیاز ۸٫۵ از ۱۰ داد و گفت که «تقریباً از هر نظر نسبت به نسخه قبلی خود بهبود یافته‌است».